# Oligomyrmex peruvianus
Oligomyrmex peruvianus är en myrart som först beskrevs av Carlo Emery 1906.  Oligomyrmex peruvianus ingår i släktet Oligomyrmex och familjen myror. Inga underarter finns listade i Catalogue of Life.